# 八尾城

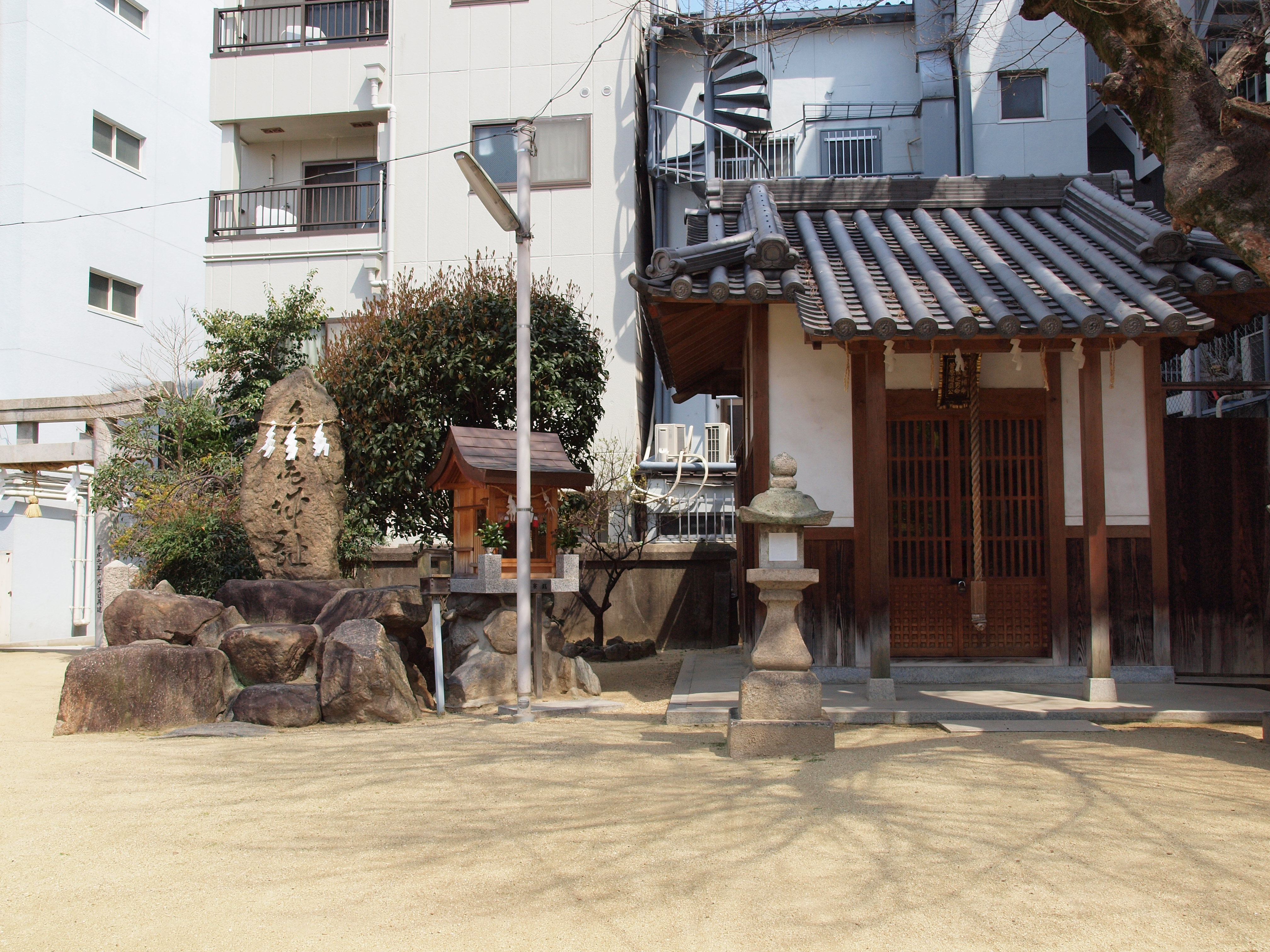
八尾神社境内にある八尾城址碑（写真左）

八尾城（やおじょう）は、河内国若江郡（大阪府八尾市）にあった日本の城。南北朝時代から安土桃山時代にかけて存在したが正確な所在はわかっていない（後述）。

## 概要
河内国八尾の豪族・八尾別当顕幸が室町時代初期に築城したとされており、八尾別当顕幸は南朝方に味方していたが、敗れて北朝方によって占領された。
延元2年（1337年）に南朝方の高木遠盛らの軍勢が八尾城の奪還を企図し猛攻をかけた。その際に城内の建設物は悉く焼失した。その後、八尾城は再建された。
イエズス会の報告では、戦国時代末期に八尾城は織田信長の家臣となった切支丹武将の池田丹後守教正の居城であった。その頃の城下には切支丹がいたという。その後、八尾城は廃城となったのか史料には見えない。

## 八尾城の所在地
八尾城の所在地には2つの説がある。
- 西郷説…常光寺を含む西郷から木戸にかけての地域。現在の八尾市本町附近。（八尾神社境内に石碑がある）
- 八尾座説…別宮から八尾座にかけての地域。現在の八尾市南本町、高美町、安中町などの附近。